# Orthoceratium lacustris
Orthoceratium lacustris är en tvåvingeart som först beskrevs av Franz Paula von Schrank 1796.  Orthoceratium lacustris ingår i släktet Orthoceratium och familjen styltflugor.
Artens utbredningsområde är Tyskland. Inga underarter finns listade i Catalogue of Life.